# Łazy (Orłowa)
Łazy (czes. Lazyⓘ, niem. Lazy) – część miasta Orłowej w kraju morawsko-śląskim, w powiecie Karwina w Czechach. Jest to także gmina katastralna o nazwie Lazy u Orlové (Łazy koło Orłowej) i powierzchni 597,4 ha. Liczy 274 mieszkańców, a w 2010 odnotowano 345 adresów.

## Ludność
W latach 1869–2001:
| Rok             | 1869 | 1880 | 1890 | 1900 | 1910 | 1921 | 1930 | 1950 | 1961 | 1970 | 1980 | 1991 | 2001 |
| --------------- | ---- | ---- | ---- | ---- | ---- | ---- | ---- | ---- | ---- | ---- | ---- | ---- | ---- |
| Liczba ludności | 1072 | 1516 | 2171 | 5782 | 7896 | 8071 | 7869 | 6938 | 4966 | 2460 | 1074 | 453  | 317  |

## Historia
Miejscowość po raz pierwszy wzmiankowana została w łacińskim dokumencie Liber fundationis episcopatus Vratislaviensis (pol. Księga uposażeń biskupstwa wrocławskiego), spisanej za czasów biskupa Henryka z Wierzbna ok. 1305 w szeregu wsi zobowiązanych do płacenia dziesięciny biskupstwu we Wrocławiu, w postaci item in Lazy villa Paczconis. Zapis ten (brak określenia liczby łanów, z których będzie płacony podatek) wskazuje, że wieś była w początkowej fazie powstawania (na tzw. surowym korzeniu), co wiąże się z przeprowadzaną pod koniec XIII wieku na terytorium późniejszego Górnego Śląska wielką akcją osadniczą (tzw. łanowo-czynszową) a została założona prawdopodobnie w akcji kolonizacyjnej przeprowadzonej przez powstały w 1268 klasztor Benedyktynów w Orłowej. Ponadto określenie Lazy wioska Paska sugerowało, że w regionie istniała inna wieś o tej samej nazwie (mianowicie Łazy k. Skoczowa). Wieś politycznie znajdowała się wówczas w granicach utworzonego w 1290 piastowskiego (polskiego) księstwa cieszyńskiego, będącego od 1327 lennem Królestwa Czech, a od 1526 roku w wyniku objęcia tronu czeskiego przez Habsburgów wraz z regionem aż do 1918 roku w monarchii Habsburgów (potocznie Austrii).
W 1619 została zakupiona przez rodzinę Bludowskich, którzy odsprzedali ją w 1833.
W Łazach w 1876 roku znajdowała się szkoła z klasą polsko oraz niemieckojęzyczną, w której uczyło się 116 dzieci.
W 1869 wieś liczyła 1072 mieszkańców, lecz wraz z rozwojem ciężkiego przemysłu w Zagłębiu Ostrawsko-Karwińskim, a szczególnie uruchomieniu Kopalni Łazy,  liczba ta zaczęła rosnąć. Według austriackiego spisu ludności z 1900 w 429 budynkach w Łazach na obszarze 589 hektarów mieszkało 5782 osób, co dawało gęstość zaludnienia równą 981,7 os./km². z tego 3834 (66,3%) mieszkańców było katolikami, 1798 (31,1%) ewangelikami a 150 (2,6%) wyznawcami judaizmu, 4660 (80,6%) było polsko-, 921 (15,9%) czesko- a 123 niemieckojęzycznymi. Do 1910 roku liczba budynków wzrosła do 579 a mieszkańców do 7896, z czego 7817 było zameldowanych na stałe, 5717 (72,4%) było katolikami, 2034 (25,8%) ewangelikami, 15 (0,2%) kalwinistami, 115 (1,5%) żydami, 15 (0,2%) wyznawcami innych religii, 3829 (48,5%) czesko-, 3804 (48,2%) polsko-, 181 (2,3%) niemieckojęzycznymi a 3 posługiwało się innym językiem.
Po podziale Śląska Cieszyńskiego w 1920 miejscowość znalazła się w granicach Czechosłowacji, zaś w 1938 została wraz z resztą Zaolzia zaanektowana przez Polskę a jej burmistrzem został Jan Szuścik. Podczas II wojny światowej w granicach hitlerowskich Niemiec, po wojnie przywrócona Czechosłowacji. W 1946 stała się częścią Orłowej. W następnych dekadach liczba mieszkańców zaczęła spadać, W 1950 mieszkało tu 6938 osób, 11 lat później 4966, w 1970 2640 a w 1991 już tylko 453. Łazy w znacznym stopniu zostały zniszczone przez działania górnicze.
Z Łaz pochodzili polscy pisarze Karol Piegza i Gustaw Przeczek.